# Anorcota
Anorcota é um gênero de traça pertencente à família Agonoxenidae.